# Каменка (Волынская область)
Каменка (укр. Кам'янка) — село в Шацкой поселковой общине Ковельского района Волынской области Украины.
До 2020 года входило в Шацкий район.
Код КОАТУУ — 0725783903. Население по переписи 2001 года составляет 134 человека. Почтовый индекс — 44012. Телефонный код — 3355. Занимает площадь 1 км².